# الجامعة النظامية
الجامعة النظامية هي جامعة تقع في حيدر آباد بالهند، أسّست سنة 1918 م. سميت بالجامعة النظامية نسبة إلى مؤسسها النواب مير نظام الدين.
تعتمد الجامعة اللغة الإنكليزية بالدرجة الأولى، إلى جانب الاردية والهندية.

## وصلات خارجية
- موقع جامعة نظامية الرسمي